# Ihaksenjärvi
Ihaksenjärvi är en sjö i kommunen Villmanstrand i landskapet Södra Karelen i Finland. Sjön ligger 59,9 meter över havet. Den är 6,8 meter djup. Arean är 1,1 kvadratkilometer och strandlinjen är 7,65 kilometer lång. Sjön  ingår i Urpalanjokis huvudavrinningsområde.   Den ligger omkring 34 km sydväst om Villmanstrand och omkring 170 km öster om Helsingfors. 
I sjön finns öarna Verkkosaari och Sittasaari. 